# Garita meteorològica

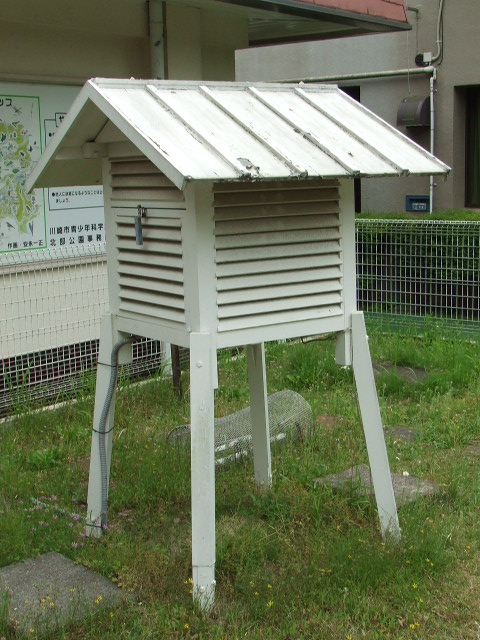
Garita meteorològica del tipus Stevenson.

Una garita meteorològica, o caseta meteorològica és una estructura de mides estandarditzades que serveix de protecció als instruments d'una estació meteorològica estàndard contra la precipitació i la radiació calorífica directa des de fonts externes, mentre que permet encara la lliure circulació de l'aire al voltant dels instruments.
Va ser dissenyada per Thomas Stevenson (1818-1887), un enginyer civil britànic i que era el pare de Robert Louis Stevenson. Per això també rep el nom de caseta Stevenson (Stevenson's Screen, en anglès).
Les garites meteorològiques poden incloure termòmetres normals, termòmetre de màxima i mínima, un higròmetre, unpsicròmetre una cèl·lula de mesurament de la rosada (dewcell), un baròmetre i un termògraf. Les garites meteorològiques tenen la finalitat de proporcionar un ambient estandarditzat en el qual mesurar les temperatures, humitat, punt de rosada i pressió atmosfèrica de manera que, junt amb altres condicions, les lectures obtingudes siguin més o menys comparables a les obtingudes en qualsevol lloc del món..

## Composició
La garita tradicional Stevenson és una caixa de fusta feta de fusta amb un disseny de dobles persianes. Tanmateix és possible construir una garita fent servir altres materials i formes com la piramidal. La World Meteorological Organization (Organització Meteorològica Mundial) va acordar una alçada estàndard per als termòmetres d'una estació meteorològica d'entre 1,25 m (4 ft 1 in) i 2 m (6 ft 7 in) per sobre del sòl.
Sovint es fa amb fustes com les de pinotea i amb forma de prisma rectangular amb parets dobles fetes amb persianes simples inclinades a 45°. La part està tancada amb taules de fusta i presenta una petita xemeneia per evitar condensacions. Es recomana que el sòl sota la caseta estigui cobert d'herbes o el sòl propi de la regió però mai de ciment. Cap obstacle ha de projectar la seva ombra sobre la garita.

## Mida
La mida interior de la garita depèn del nombre d'instruments que es facin servir. Una garita senzilla pot mesurar 765 mm d'alt i 610 mm d'ample per 593 mm de fondària i una pantalla doble de 765 mm d'alt per 1050 mm d'ample x 593 mm de fondària. La unitat pot ser suportada per quatre peus de metall o bé per un peu de fusta.
La part de dlat de la garita originàriament estava composta de dos plaques d'amiant amb un espai entre elles per on passava l'aire. Aquestes plaques d'amiant normalment han estat susbstituïdes per altres materials pels problemes de salut que causa l'asbest. Tota la garita es pinta de blanc per a reflectir la radiació solar i normalment cal repintar-la cada dos anys..

## Ubicació
El lloc on es posa la garita és molt important per tal de minimitzar els efectes dels edificis i dels arbres. Al Canadà, per exemple oficialment es recomana que la garita es posi com a mínim a dues vegades la distància de l'objecte (per exemple des d'un arbre). A l'hemisferi nord la porta de la garita ha d'estar sempre encarada al nord per evitar la llum solar directa sobre els termòmetres. A les regions polars, (on a l'estiu hi ha llum solar les 24 hores del dia) els observadors meteorològics han de protegir els termòmetres del sol i al mateix temps evitar que la calor del seu cos faci pujar la temperatura.

## Futur
En algunes zones l'ús d'estacions meteorològiques automàtiques substitueix les de les garites meteorològiques